# روسفيل (جورجيا)
روسفيل (بالإنجليزية: Rossville, Georgia) هي مدينة تقع في مقاطعة والكر، جورجيا بولاية جورجيا في الولايات المتحدة. تبلغ مساحة هذه المدينة 4.7 (كم²)، وترتفع عن سطح البحر 213 م، بلغ عدد سكانها 4105 نسمة في عام 2010 حسب إحصاء مكتب تعداد الولايات المتحدة.

## أعلام
- دانيال نيونان
- لورين ألاينا
- بيت براون
- ليون هاردمان
- أشلي هاركلرود

## وصلات خارجية
- http://www.rossvillegagov.us/ نسخة محفوظة 18 أبريل 2017 على موقع واي باك مشين.
- Cities & Counties - Georgia.gov